# Arbeitsgemeinschaft Demokratischer Kreise
Die Arbeitsgemeinschaft Demokratischer Kreise (ADK) war ein 1951 von der damaligen deutschen Bundesregierung (Kabinett Adenauer I) initiierter und mit Steuergeldern finanzierter Verein, der ihre Politik in der öffentlichen Meinung propagieren sollte. 1969 wurde die ADK auf Bundesebene aufgelöst, in einzelnen Bundesländern existierten noch längere Zeit Landesverbände. Heute besteht nur noch die Bayerische Arbeitsgemeinschaft Demokratischer Kreise (BADK).

## Auftrag
Die ADK sollte sogenannte „staatsbürgerliche Bildungsarbeit“ im vorpolitischen und vorparlamentarischen Raum betreiben, vor allem im Hinblick auf die Sicherheitspolitik, die angesichts der weltpolitischen Nachkriegssituation (u. a. Kalter Krieg, viele Flüchtlinge aus der sowjetisch besetzten DDR) eine enge Bindung an den Westen („Westbindung“) sicherstellen sollte. Sie war „offiziell ein unabhängiger und überparteilicher Verein, in Wirklichkeit eine dubiose CDU-Vorfeldorganisation, die schon bald ein Netz von 17000 ehrenamtlichen Mitarbeitern und 500 Vortragsrednern über die Republik spannte.“ Von 1951 bis 1963 führte die ADK über 50.000 Tagungen und Diskussionsveranstaltungen durch.

## Geschichte
Der Verein wurde im Dezember 1951 gegründet. Neben dem damaligen Staatssekretär Otto Lenz war daran Konrad Adenauers PR-Berater Hans Edgar Jahn maßgeblich beteiligt. Jahn war bis 1957 Leiter der ADK und anschließend bis zur Auflösung der Organisation 1969 ihr Präsident.
Mitte der 1950er Jahre war die ADK stark in die politische Öffentlichkeitsarbeit zur Wiederbewaffnung involviert:

„Sie trommelten für die Westbindung, brachten Broschüren unters Volk, luden zu Vortragsabenden ein oder führten Filme vor. Besonders erfolgreich waren Wanderausstellungen, die sich weniger an Einzelbesucher richteten, sondern mehr der Heimatpresse Anlässe zur Berichterstattung schaffen sollten. […] 1955 verschickte der Verein 300.000 Briefe, in denen sich eine ‚Margot aus Essen‘ an alle ‚Frauen und Mütter‘ der Republik wandte, vor der Gefahr aus dem Osten warnte und dabei subtil auf das Ende des Zweiten Weltkrieges und die Massenvergewaltigungen beim Einmarsch der Roten Armee anspielte.“

ADK-Präsident Jahn bezeichnete 1962 bei einem Vortrag in Nürnberg das damalige südafrikanische Apartheid-Regime als "Vorbild für ganz Afrika" und behauptete: "In keinem anderen Land geht es den Negern so gut".
1957 befasste sich auch der Verteidigungsausschuss als Untersuchungsausschuss im Deutschen Bundestag mit der ADK.
Die ADK hatte 1963 rund 104.000 ehrenamtliche Mitarbeiter. 
Die SPD war ab 1966 an der Bundesregierung beteiligt (Kabinett Kiesinger) und ließ im Koalitionsvertrag die Auflösung dieser faktischen Vorfeldorganisation der CDU/CSU festschreiben. 
1968 beschloss die ADK ihre Auflösung auf Bundesebene. In einigen unionsregierten Ländern bestanden rechtlich selbständige Landesverbände noch einige Zeit fort; der ADK-Landesverband Bayern besteht bis heute.

## Bayerische Arbeitsgemeinschaft Demokratischer Kreise (BADK)
Die Bayerische Arbeitsgemeinschaft Demokratischer Kreise (BADK) wurde als eingetragener Verein 1954 errichtet. Ihr Sitz ist München, die Geschäftsstelle befindet sich in Pfaffenhofen an der Ilm.
Gründungsvorsitzender war Wilhelm Albrecht von Schoen (1886–1960), der von 1935 bis 1943 deutscher Botschafter in Chile war. Nach dessen Tod übernahm der Rodinger CSU-Landrat und spätere bayerische Wirtschaftsstaatssekretär Franz Sackmann (CSU) für 39 Jahre den Vorsitz, sein Stellvertreter war der Rüstungsmanager Sepp Hort (CSU). 1999 wurde Sackmanns Sohn Markus (CSU) BADK-Vorsitzender. Finanziert wurde die überparteiliche Bildungsarbeit teilweise von der Bayerischen Landeszentrale für politische Bildungsarbeit. Deren Leiter Peter März (CSU) wurde im August 2011 suspendiert, nachdem der Bayerische Oberste Rechnungshof 2008/2009 in einem Bericht Unregelmäßigkeiten feststellte und die jährlichen Zuwendungen an die BADK in Höhe von 35.100 EUR thematisierte.